# Раевский, Михаил Николаевич
Михаил Никола́евич Рае́вский (1841—1893) — русский генерал-майор из рода Раевских; создатель дворца Карасан, президент Императорского общества садоводства.

## Биография
Младший сын Николая Николаевича-младшего и Анны Михайловны Бороздиной. Внук генералов Н. Н. Раевского и М. М. Бороздина. Родился 15 (27) февраля 1841 года в Керчи.
Рано потерял отца: когда Николай Николаевич Раевский умер, Михаилу было полтора года. После смерти отца большую часть своего детства провел с матерью и старшим братом в Италии, Франции, Англии. С 15 лет воспитывался в Москве под наблюдением профессора Т. Н. Грановского. Поступил на физико-математический факультет Московского университета и окончил его первым кандидатом по чистой математике. Увлекался астрономией и думал посвятить себя учёной карьере. Однако под влиянием своего родственника князя Владимира Владимировича Яшвиля, который был мужем Анны Михайловны Орловой — его двоюродной сестры, он вместе со старшим братом Николаем стал военным.
В апреле 1863 года братья Раевские вступили в лейб-гвардии гусарский полк, которым командовал Яшвиль. Поручик с 19 апреля 1864 года, ротмистр с 17 апреля 1870 года, полковник с 31 марта 1874 года. В 1876 году был назначен флигель-адъютантом в Свиту его Императорского величества. Во время русско-турецкой войны 1877—1878 годов находился на театре военных действий при цесаревиче Александре Александровиче. Раевский неоднократно отличался при рекогносцировках и перестрелках, за что получил в 1877 году золотое оружие «За храбрость».

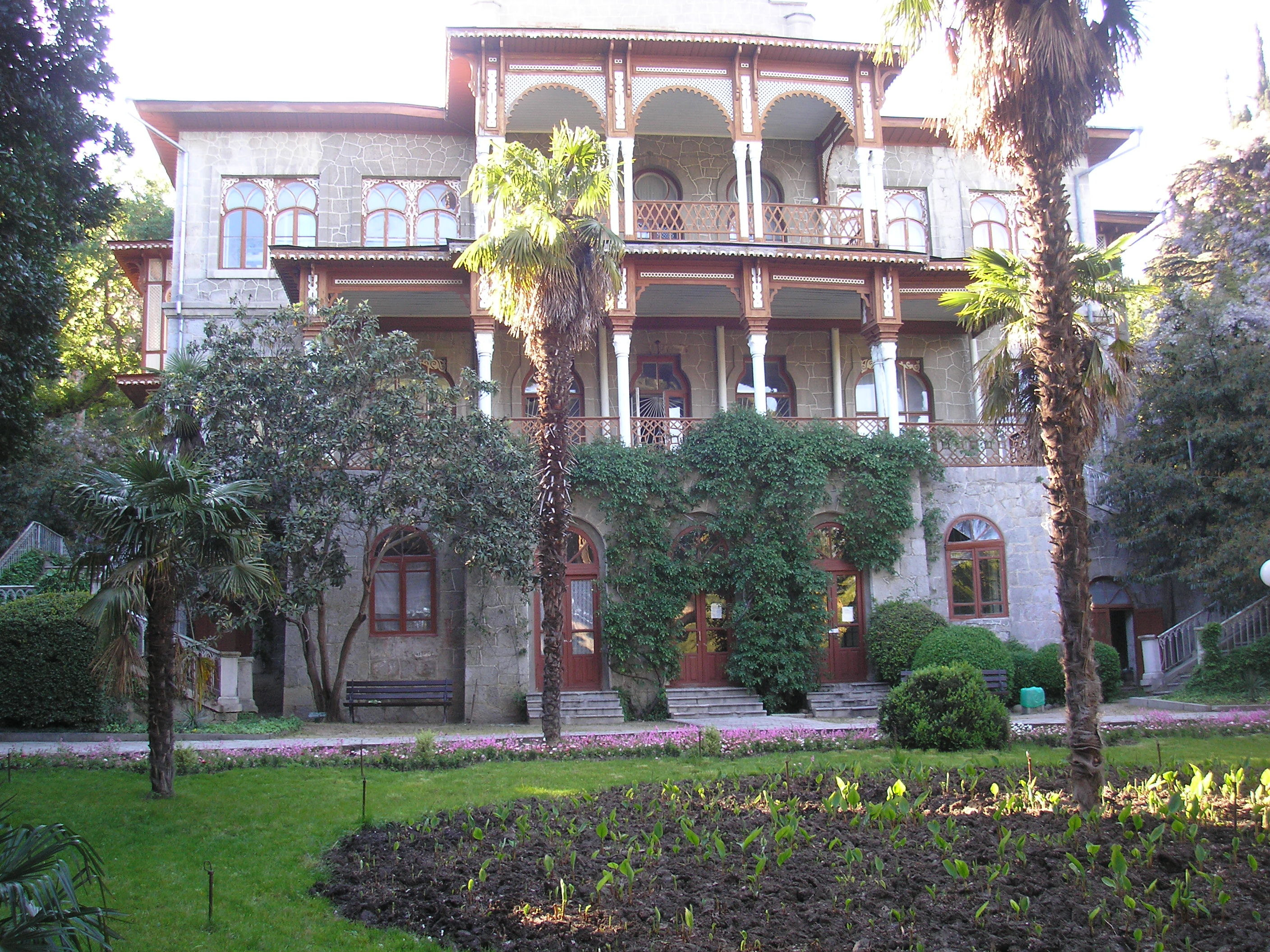
Дворец Раевского в имении Карасан

В свободное от службы время он занимался сельским хозяйством, особенно плодоводством, в своих обширных имениях Еразмовке и Болтышке в Херсонской губернии, Тессели и Карасане на Южном берегу Крыма. Он привёл свои сады и виноградники в образцовый порядок, завел питомники и коллекции плодовых и декоративных растений.
В 1883 году Михаил Николаевич был назначен директором Департамента земледелия Министерства государственных имуществ, но вскоре из-за болезни дочери был вынужден отказаться от должности и 12 декабря 1884 года был перемещён на должность члена Совета министра государственных имуществ, занимая её до конца жизни. Был произведён в генерал-майоры 6 мая 1884 года.
Надзирал за Никитским ботаническим садом, ревизировал школы садоводства на полуострове. В это время проживал в имении Карасан; в 1891 году покинул Южный берег Крыма и поселился в Царском Селе. В этот период он согласился стать президентом Императорского общества садоводства.
М. Н. Раевский стал автором первых российских учебников по плодоводству «Плодовая школа. Руководство для культуры плодовых дерев в Южной России» (СПб.: тип. и хромолит. А. Траншеля, 1882—1884. — в 2-х ч.) и «Плодовый сад», печатался на страницах журнала «Плодоводство».
Умер 10 (22) октября 1893 года в Севастополе.

## Награды
российские
- орден Св. Анны 3-й ст. (1867)
- орден Св. Станислава 2-й ст. (1871); императорская корона к ордену (1873)
- орден Св. Анны 2-й ст. (1876)
- Золотое оружие «За храбрость» (1877)
- орден Св. Владимира 3-й ст. (1884)
- орден Св. Станислава 1-й ст. (1887)
- орден Св. Анны 1-й ст. (1889)

иностранные
- командор румынского ордена Звезды (1878)
- сербский орден Таковского креста (1878)

## Семья
Был женат (с 11 апреля 1871 года) на княжне Марии Григорьевне Гагариной (1851—1941), дочери вице-президента Императорской Академии Художеств князя Григория Григорьевича Гагарина и Софьи Андреевны Дашковой. Венчались в Петербурге в Придворном соборе в Зимнем дворце. Состояла фрейлиной двора и кавалерственной дамой ордена Св. Екатерины (меньшого креста). В 1902 году в память о муже и в знак русско-сербской дружбы Мария Григорьевна установила (при участии владыки Никанора) на юге Сербии храм-памятник, построила церковь Св. Троицы. С 1913 года жила в Петербурге. После революции эмигрировала во Францию, обосновалась в Ницце, состояла членом Дамского общества в память императрицы Марии Федоровны. Умерла в возрасте 90 лет и похоронена на кладбище Кокад во Франции. Супруги Раевские имели 4 сына и 6 дочерей: 
- Мария Михайловна (1872—1942), фрейлина, замужем за генерал-майором Николаем Сергеевичем Плаутиным (1868—1918);
- Николай Михайлович (1873—1900), корнет Кавалергардского Её Величества полка, женат на Анне Николаевне Прилежаевой;
- Михаил Михайлович (1875—1922), полковник, женат на княжне Ольге Сергеевне Гагариной (1883—1955);
- Анна Михайловна (1876—1967), фрейлина, замужем за генерал-майором Н. Н. Шиповым (1873—1958);
- Григорий (06.12.1878[4]—1883);
- София Михайловна (1881—1950), фрейлина, с 1909 года замужем за своим троюродным братом князем Михаилом Анатольевичем Гагариным (1881—1964);
- Петр Михайлович (1883—1970), издатель «Архива Раевских». Первая жена София Павловна Ферзен (1888—1927), вторая — Зора-София Миливоевна (Юрьевна) Чернадак (Цернадак) (1881 −1971);
- Елена (1888—1889);
- Анастасия Михайловна (1890—1963), замужем за Владимиром Николаевичем Звегинцовым (1891—1973);
- Ирина Михайловна (1892—1955), фрейлина. Первый муж — граф Александр Михайлович Толстой, полковник лейб-гвардии Гусарского полка (1888—1918). Второй — Георг Александр, герцог Мекленбургский (1899—1963);